# Conquistadores del fin del mundo

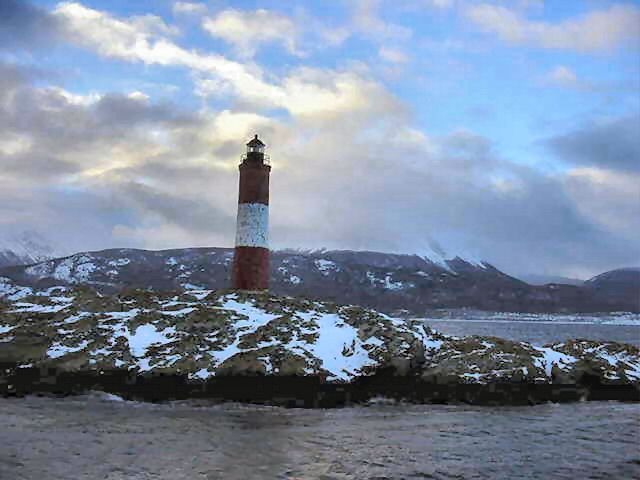
"Faro Les Éclaireurs", donde se desarrolló la prueba final.

Conquistadores del fin del mundo fue una competencia en formato reality show del año 2003, dirigida por Pablo Garro y realizada en Argentina y coproducida por Estados Unidos, Ecuador, Brasil, México y Chile. La animación principal estaba a cargo de Julián Weich, y las emisiones para cada uno de los países participantes eran realizadas por Javier Gómez (Univisión), Juan Fernando Rojas (Galavisión), Celso Portiolli (SBT), Luis Carrasco (Azteca 7) y Javiera Contador (Canal 13).
El programa consistía en una competencia por equipos (representando a cada país, excepto a Argentina que es el anfitrión), donde se realizaban pruebas de destrezas, habilidad y fuerza. Finalmente, sólo un integrante de cada grupo participaría en el reto final, que es llegar al "Faro Les Éclaireurs" en Ushuaia. El ganador fue Pablo Villegas, de Chile, quien se adjudicó un año de aventuras por el mundo, además del automóvil todoterreno que recibieron todos los finalistas.

## Participantes
Finalistas
| Concursante         | Edad    | Clasificación |
| ------------------- | ------- | ------------- |
| Pablo Villegas      | 37 años | Ganador       |
| David Gómez         | 32 años | 2.º finalista |
| Marco Garrido Smith | 39 años | 3.º finalista |
| Rafael Méndez       | 33 años | 4.º finalista |
| Lília Godoy         | 29 años | 5.ª finalista |

Otros concursantes
| Bandera de Brasil | Bandera de Brasil | Bandera de Chile       | Bandera de Chile | Bandera de Ecuador    | Bandera de Ecuador | Bandera de Estados Unidos | Bandera de Estados Unidos | Bandera de México  | Bandera de México | Posición |
| ----------------- | ----------------- | ---------------------- | ---------------- | --------------------- | ------------------ | ------------------------- | ------------------------- | ------------------ | ----------------- | -------- |
| Julian Righetto   | 29                | Marcela Roberts        | 26               | Mónica Crespo         | 24                 | Faleria de Robertis       | 36                        | Fabiola Corona     | 22                | 2.º      |
| Iuri Volcato      | 34                | Heriberto Galleguillos | 44               | Fabricio Chávez       | 27                 | Javier Guzmán             | 23                        | César Pellicer     | 34                | 3.º      |
| Helena Coelho     | 49                | Verónica Aguirre       | 30               | Dallyana Passailaigue | 22                 | Patricia Sotomayor        | 32                        | Erika García       | 27                | 4.º      |
| Márcia Diniz      | 39                | Danilo Breskovic       | 24               | Darío Corrión         | 35                 | Karel Costa               | 32                        | Eduardo Urbina     | 24                | 5.º      |
| Hylba de Paiva    | 30                | Tomás Sánchez          | 18               | J Pablo Sotomayor     | 22                 | Yuri Moros                | 37                        | Thelma Cárdenas    | 23                | 6.º      |
| Priscila Leite    | 27                | Daniel "Teko" Gerez    | 32               | Daniel Valle          | 24                 | Kenia Puertas             | 23                        | Mª "Mamalú" Suárez | 47                | 7.º      |
| Claudio Clarindo  | 25                | Dafne Carrasco         | 23               | Gabriela Basantes     | 22                 | Georgina "Gina" Benítez   | 25                        | Luis López         | 33                | 8.º      |
| Marcelo Torres    | 38                | Egle Veigel            | 23               | Andrés Molestina      | 45                 | Víctor Ramírez            | 32                        | Javier Flores      | 43                | 9.º      |
| Janaína Bueno     | 26                | Rodrigo Rubio          | 37               | Erika Segale          | 29                 | Iran Vázquez Daniels      | 29                        | Jorge González     | 36                | 10.º     |
| Mauricio de Moura | 29                | Karla Wall             | 24               | María Almeida         | 24                 | Amaury Espinal            | 23                        | Itzel Rosas        | 25                | 11.º     |
| Alexandre Machado | 33                | Daniela González       | 29               | Juana Sotomayor       | 26                 | Jessica Fuentes           | 22                        | Lourdes Almeida    | 33                | 12.º     |
| Adriane Heinisch  | 32                | Paulina Koteski        | 37               | Nicolás Kingman       | 22                 | Julio Salinas             | 31                        | Christiane Kuri    | 42                | 13.º     |
| Gustavo Fanuchi   | 27                | Sebastián Rebolledo    | 24               | Sandy Ortíz           | 26                 | Patricia Francisco        | 26                        | Óscar Lomelí       | 51                | 13.º     |

## Mecanismo
Cada semana, los concursantes competían en una travesía por equipos. El capitán del equipo ganador era el encargado de eliminar a alguien de cada país, ya que el capitán de cada país elegía a dos competidores para ir a la plaza de eliminación. A partir del episodio 11 los concursantes comenzaron a competir individualmente y el ganador de la prueba debía eliminar automáticamente a un concursante de cada país.
| Episodio | Capitán ganador                                              | Candidatos en la plaza                                                                | Eliminado                                                                                    |
| -------- | ------------------------------------------------------------ | ------------------------------------------------------------------------------------- | -------------------------------------------------------------------------------------------- |
| 01       |                                                              |                                                                                       | Adriane y Gustavo Paulina y Sebastián Nicolás y Sandy Christiane y Óscar Julio y Patricia F. |
| 02       | Marcos                                                       | Alexandre - Janaína Daniela - Karla Juana - María Javier - Lourdes Gina - Jessica     | Alexandre Daniela Juana Lourdes Jessica                                                      |
| 03       | César                                                        | Helena - Janaína Dafne - Karla Erika - María Itzel - Mamalú Amaury - Gina             | Mauricio Karla María Itzel Amaury                                                            |
| 04       | Marcos                                                       | Helena - Mauricio Dafne - Rodrigo Darío - Erika Javier - Jorge Gina - Irán            | Janaína Rodrigo Erika Jorge Irán                                                             |
| 05       | César                                                        | Claudio - Marcelo Dafne - Egle Andrés - Darío Javier - Luis Patricia S. - Víctor      | Marcelo Egle Andrés Javier Víctor                                                            |
| 06       | Heriberto                                                    | Claudio - Iuri Dafne - Verónica Dallyana - Gabriela Luis - Mamalú Gina - Patricia S   | Claudio Dafne Gabriela Luis Gina                                                             |
| 07       | César                                                        | Hylba - Priscila Danilo - Teko Daniel - Darío Eduardo - Mamalú Kenia - Patricia S     | Priscila Teko Daniel Mamalú Kenia                                                            |
| 08       | César                                                        | Helena - Hylba Danilo - Tomás Darío - Juan Pablo Fabiola - Thelma Karel - Yuri        | Hylba Tomás Juan Pablo Thelma Yuri                                                           |
| 09       | Marcos                                                       | Helena - Márcia Danilo - Heriberto Darío - Fabricio Eduardo - Rafael Javier - Karel   | Márcia Danilo Darío Eduardo Karel                                                            |
| 10       | Lília                                                        | Helena - Iuri Marcela - Verónica Dallyana - Mónica César - Erika Faleria - Patricia S | Helena Verónica Dallyana Erika Patricia S                                                    |
| Episodio | Inmune                                                       | Eliminados                                                                            | Eliminados                                                                                   |
| 11       | Fabiola                                                      | Iuri Heriberto Fabricio César Javier                                                  | Iuri Heriberto Fabricio César Javier                                                         |
| 12       | Rafael                                                       | Julian Marcela Mónica Fabiola Faleria                                                 | Julian Marcela Mónica Fabiola Faleria                                                        |
| Episodio | Final                                                        | Final                                                                                 | Final                                                                                        |
| 13       | Pablo (1.º) David (2.º) Marco (3.º) Rafael (4.º) Lilía (5.ª) | Pablo (1.º) David (2.º) Marco (3.º) Rafael (4.º) Lilía (5.ª)                          | Pablo (1.º) David (2.º) Marco (3.º) Rafael (4.º) Lilía (5.ª)                                 |

1. ↑  En el primer episodio, los capitanes de cada país debían eliminar automáticamente a un hombre y una mujer.

### Clasificación semanal por países
| Episodios | Primero | Segundo | Tercero | Cuarto  | Quinto  |
| --------- | ------- | ------- | ------- | ------- | ------- |
| 2         | Ecuador | Chile   | México  | USA     | Brasil  |
| 3         | México  | Chile   | USA     | Brasil  | Ecuador |
| 4         | Ecuador | México  | Brasil  | USA     | Chile   |
| 5         | México  | Chile   | Ecuador | USA     | Brasil  |
| 6         | Chile   | Ecuador | Brasil  | USA     | México  |
| 7         | México  | Brasil  | Chile   | Ecuador | USA     |
| 8         | México  | Chile   | USA     | Ecuador | Brasil  |
| 9         | Ecuador | Brasil  | USA     | Chile   | México  |
| 10        | Brasil  | Chile   | Ecuador | USA     | México  |